# 加伊·尚弗罗
加伊·尚弗罗（法語：Gail Chanfreau，1945年4月3日—），旧姓谢里夫（Sherriff），生于新南威尔士州邦代，澳大利亚、法国女子网球运动员。她曾四次获得法国网球公开赛女子双打冠军。